# Liste der Monuments historiques in Harville
Die Liste der Monuments historiques in Harville führt die Monuments historiques in der französischen Gemeinde Harville auf.

## Liste der Objekte
| Bezeichnung                     | Beschreibung | Standort                     | Kennzeichnung | Schutzstatus | Datum | Bild |
| ------------------------------- | --- | ---------------------------- | ------------- | ------------ | ----- | ---- |
| Skulptur Notre-Dame du Vivier   | Darstellung der Madonna mit Kind; Eichenholz, farbig gefasst und vergoldet, 17. Jahrhundert                                       | in der Kirche St-Airy (Lage) | PM55001899    | Inscrit      | 1996  |      |
| Skulptur Heiliger Christophorus | Holz, 16. oder 17. Jahrhundert | in der Kirche St-Airy (Lage) | PM55001424    | Inscrit      | 1976  |      |
| Marienaltar                     | linker Seitenaltar; Altartisch, Retabel und Skulptur; Holz und Kalkstein, farbig gefasst und vergoldet, Ende des 18. Jahrhunderts | in der Kirche St-Airy (Lage) | PM55001423    | Inscrit      | 1976  |      |